# Русс, Леандер

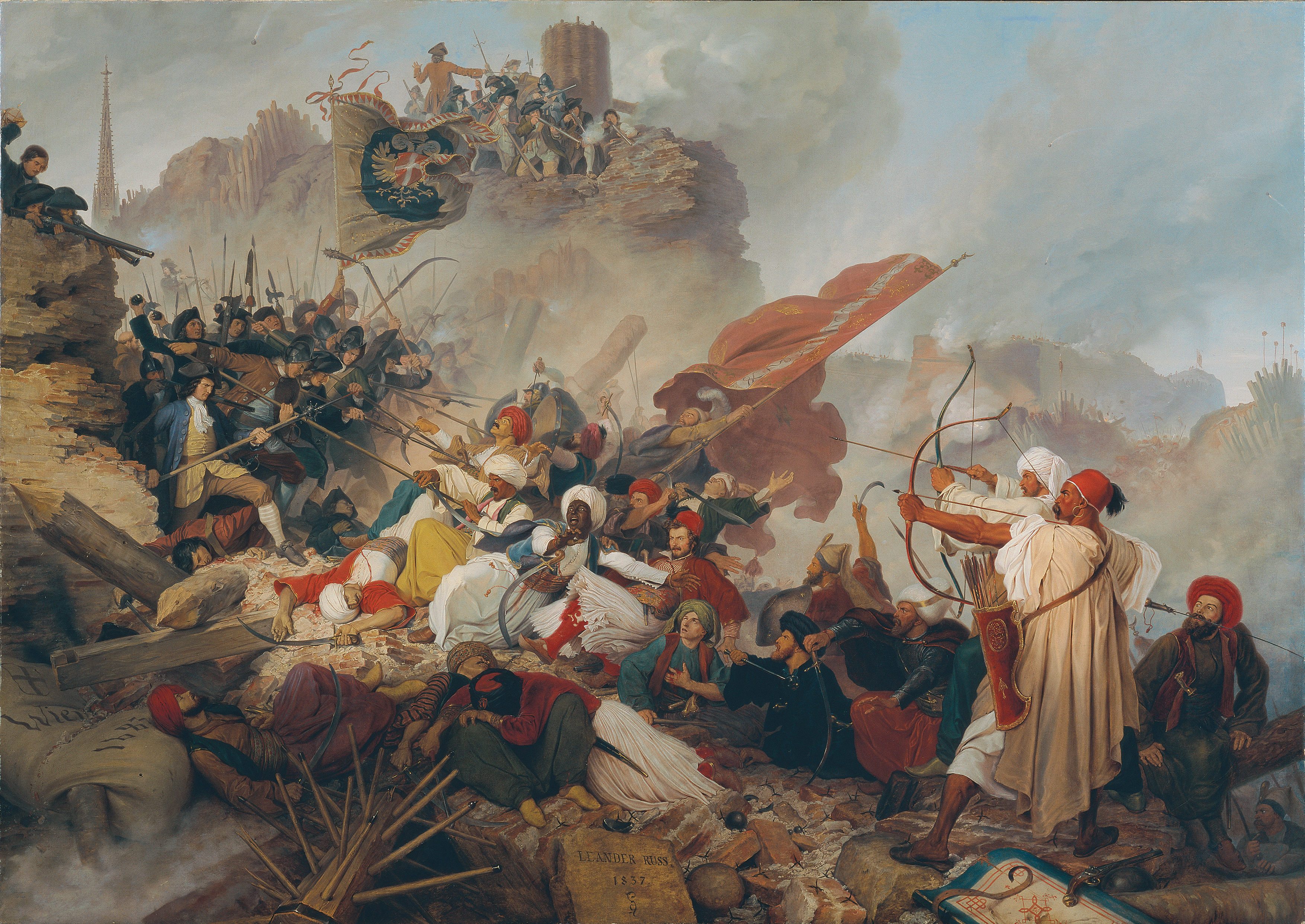
Турецкий штурм бастионов Вены

Леандер Русс (нем. Leander Russ; 25 ноября 1809, Вена, Австрийская империя — 8 марта 1864, Рустендорф (ныне Вена)) — австрийский художник.

## Биография
Сын художника Карла Русса. Первые уроки мастерства получил у своего отца, с 1823 по 1828 год обучался в Венской академии художеств у Карла Гзельхофера и Йозефа Редля Младшего.
В 1828 году был награжден премией Gundel-Prize Академии за выдающиеся успехи, тогда же начал участвовать в выставках. В 1833 году, после учебных поездок в Мюнхен и Рим, сопровождал дипломата Антона фон Прокеш-Остена в поездке на Ближний Восток, что оказало глубокое влияние на его творчество.
После 1841 года создал ряд портретов для австрийского императора Фердинанда I. В 1848 году стал членом Академии художеств.
Автор ряда портретов, исторических и жанровые полотен, которые составляют бо́льшую часть его творчества. Акварелист, ориенталист.

## Память
- В 1927 году в честь него и его отца была названа улица в венском районе Хитцинг.

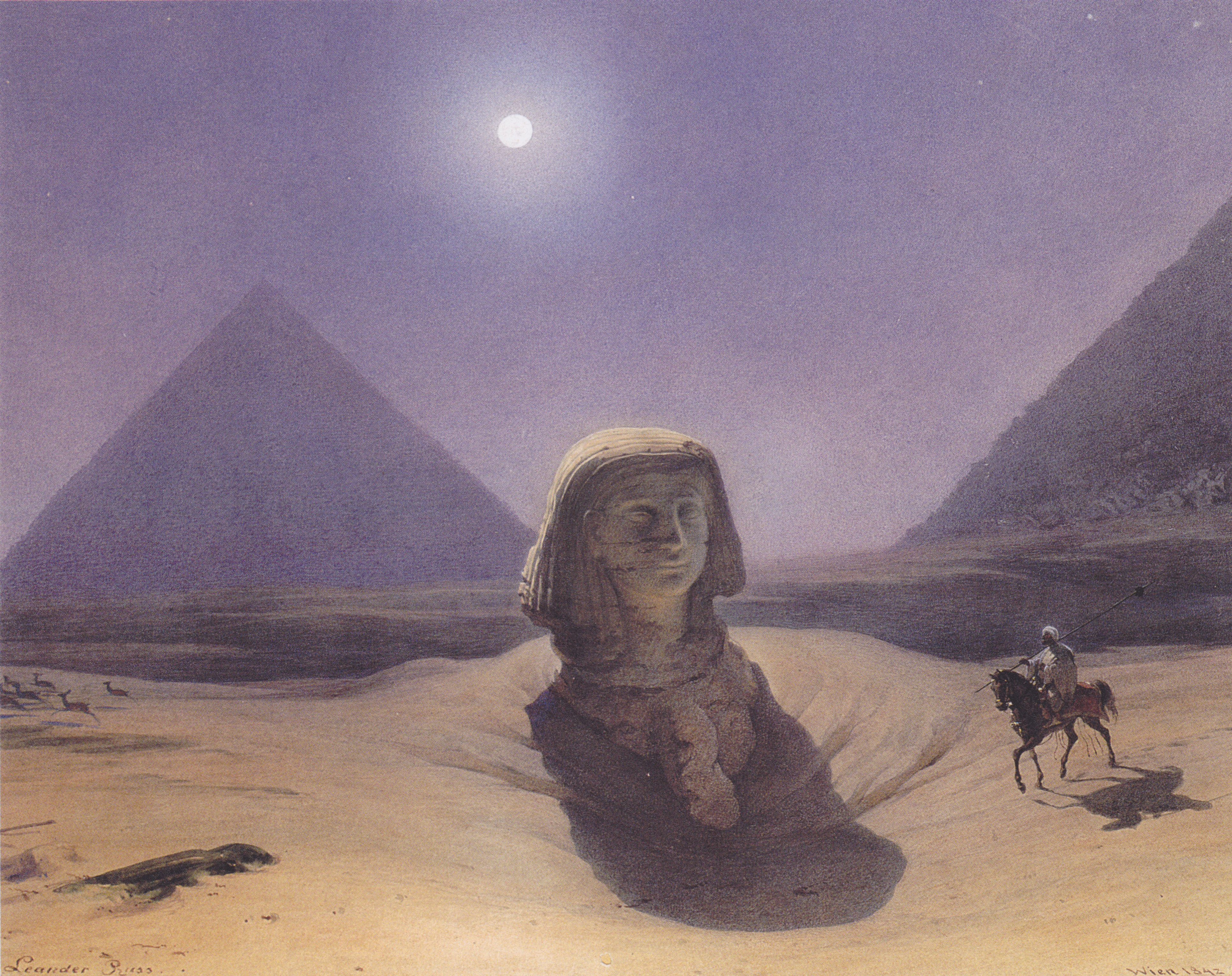
У пирамид
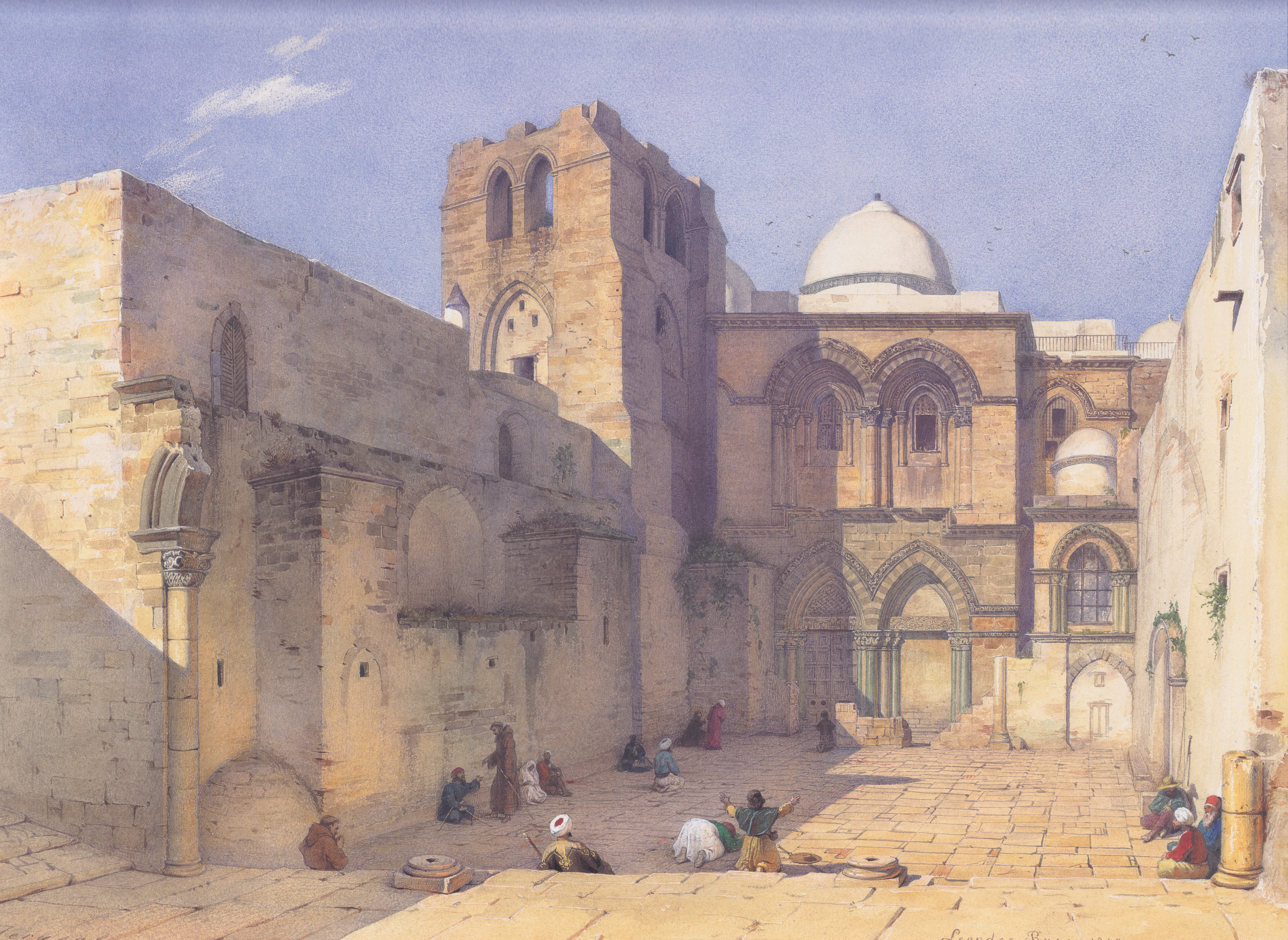
Храм Гроба Господня в Иерусалиме
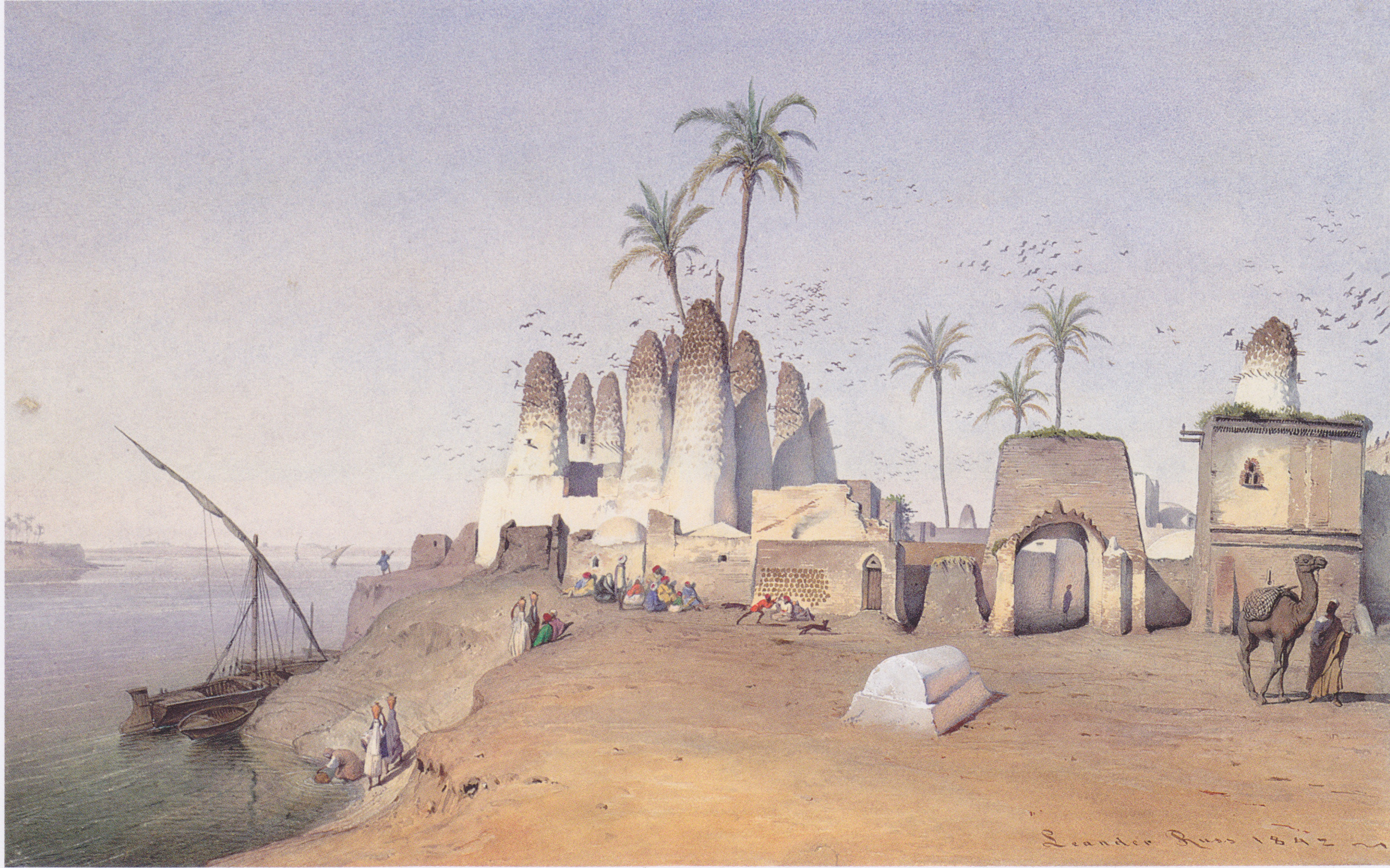
Деревня феллахов недалеко от Каира
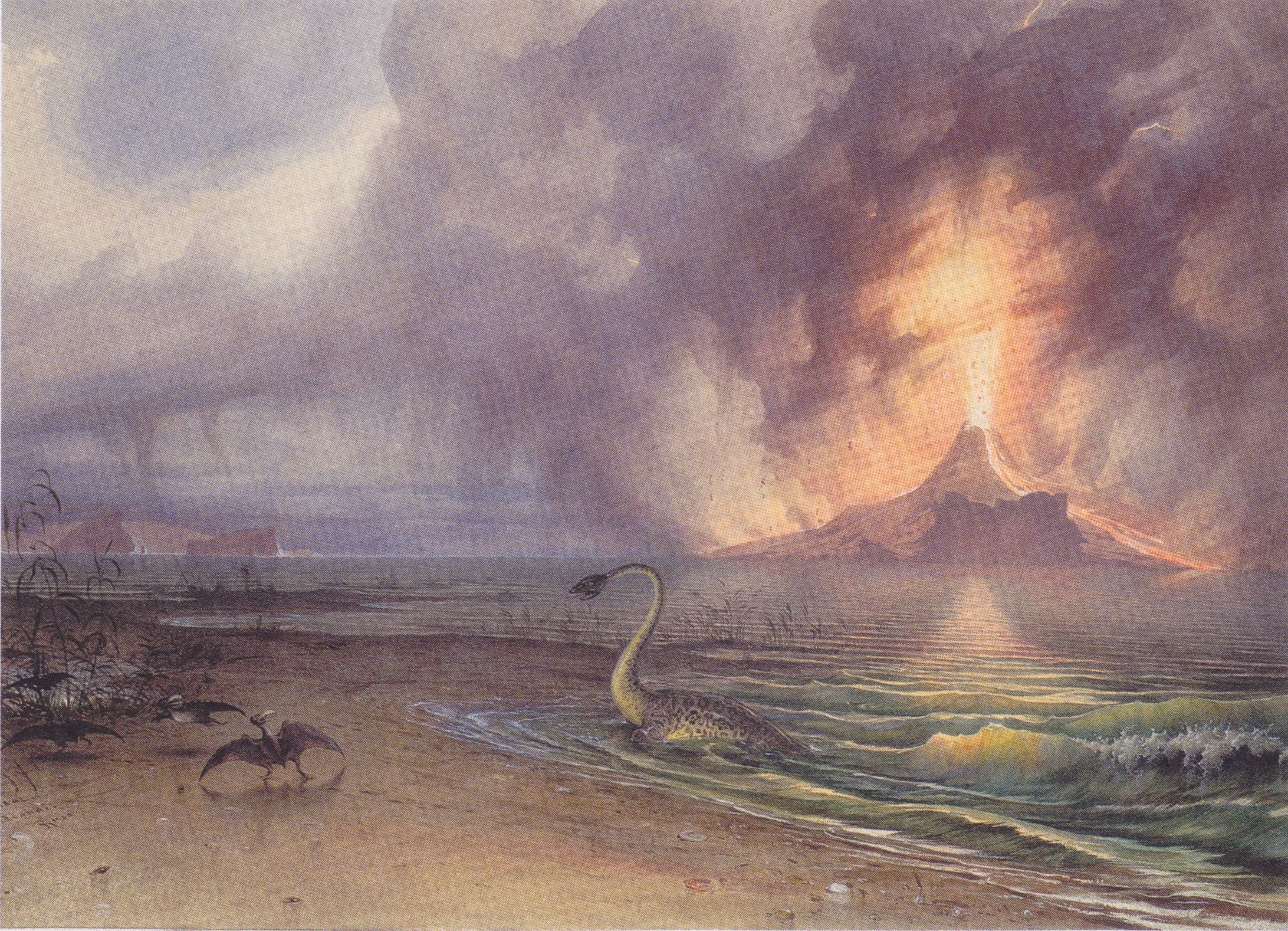
Доисторический пейзаж
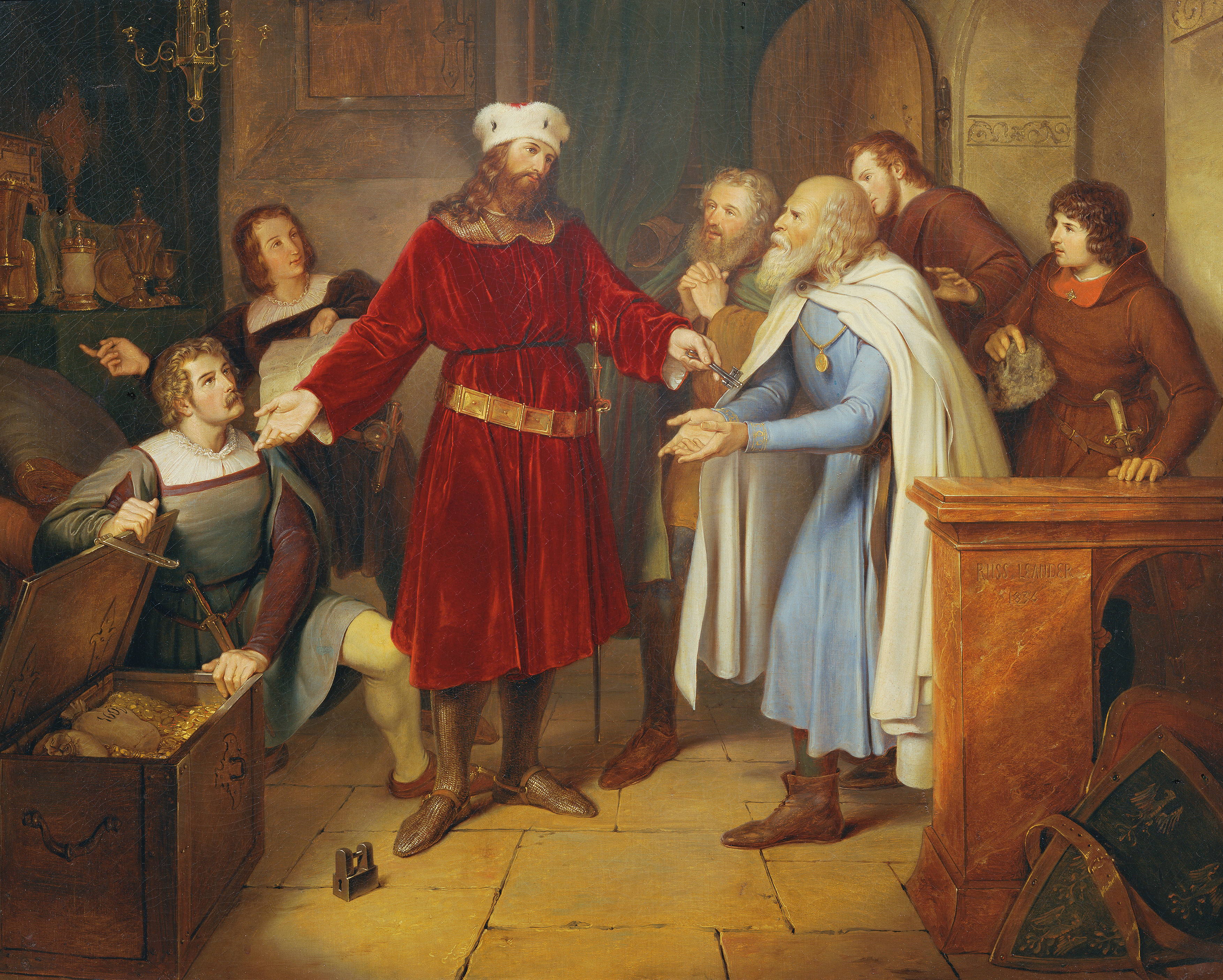
Леопольд фон Бабенберг передаёт свои сокровища жителям Вены
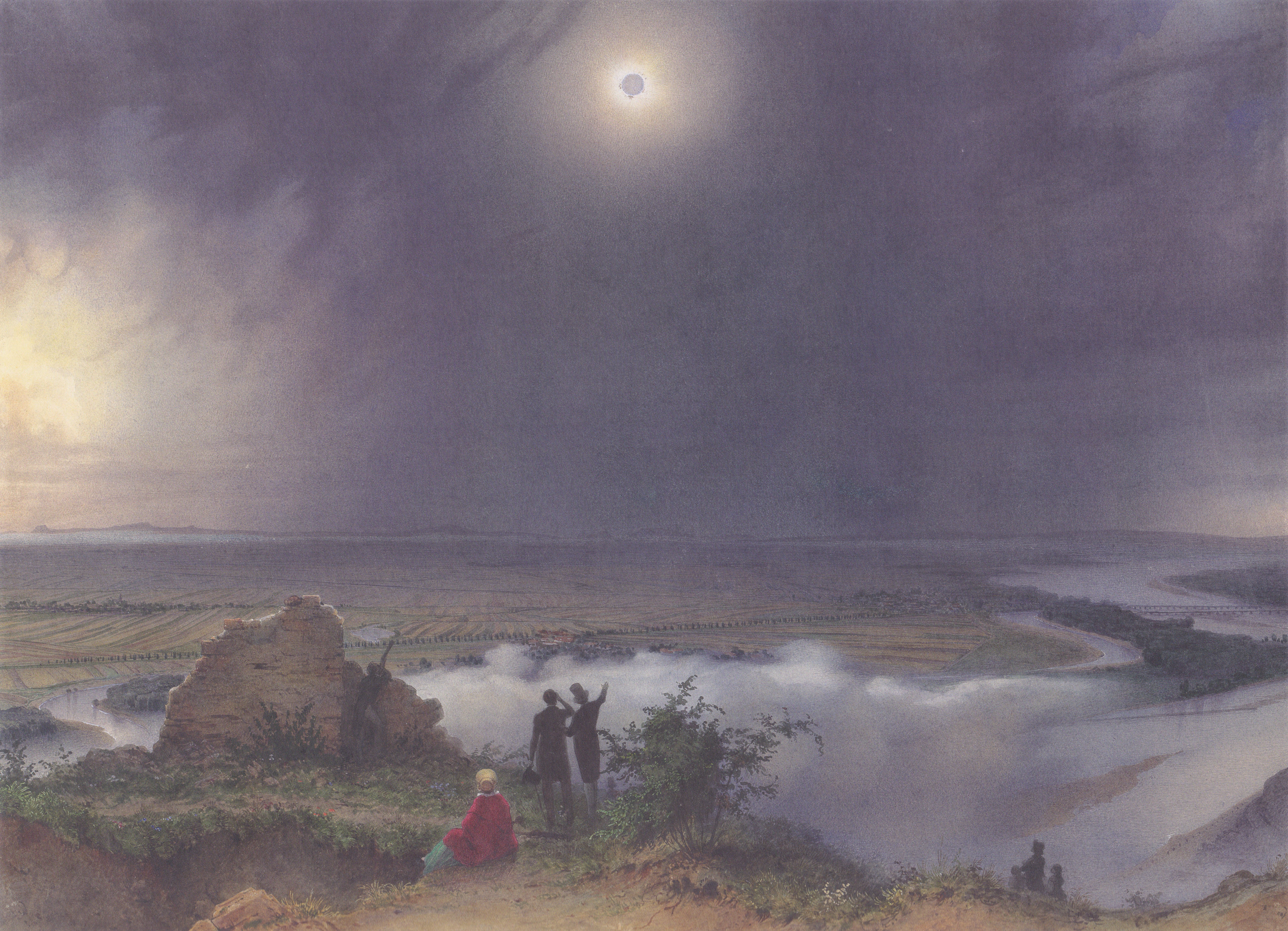
Солнечное затмение 8 июля 1842 года
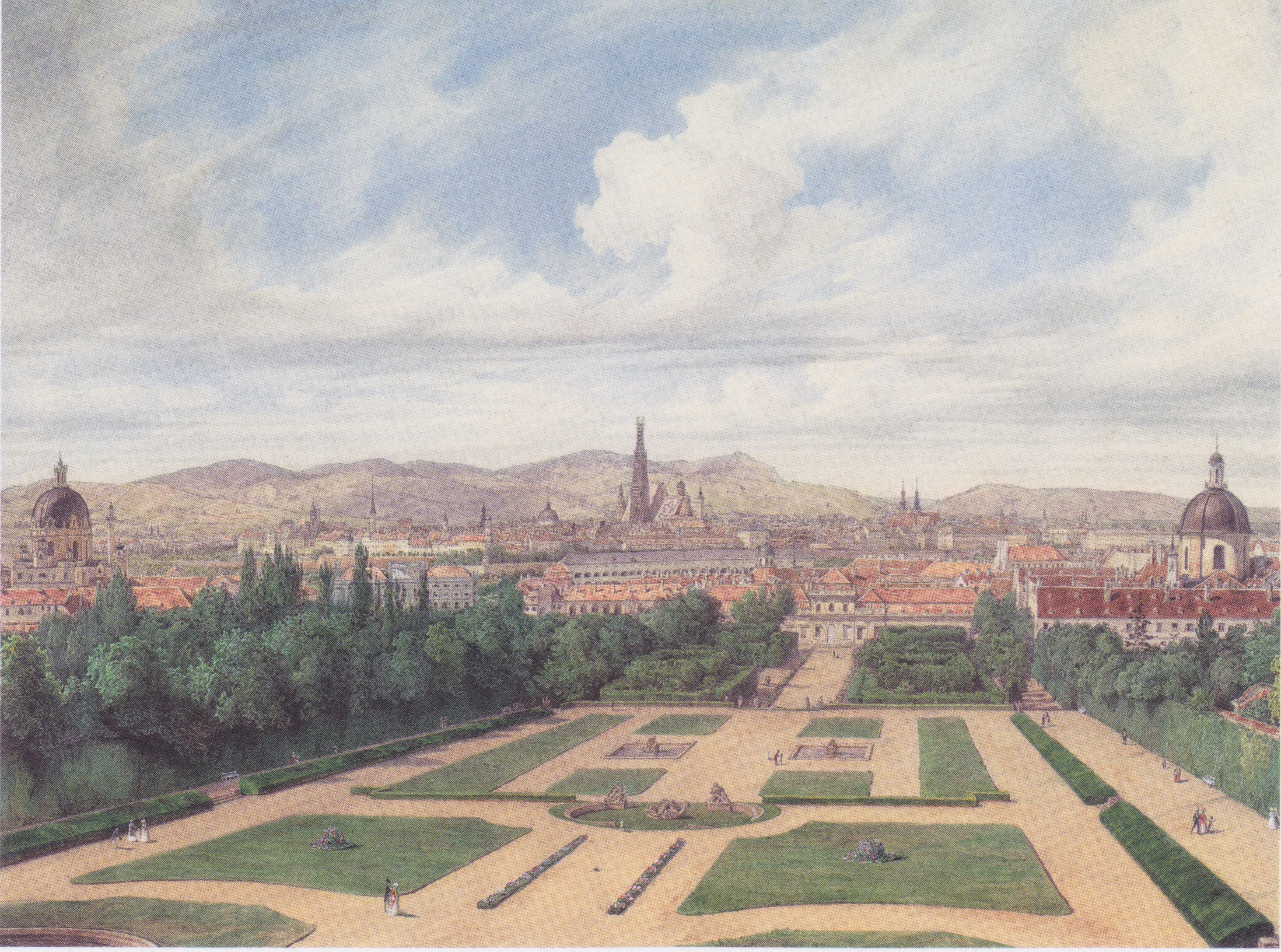
Вид на Вену с Бельведера